# Сонячне (Охтирський район)
Со́нячне — село в Україні, у Чернеччинській сільській громаді Охтирського району Сумської області. Населення становить 981 осіб. Колишній орган місцевого самоврядування — Сонячненська сільська рада.

## Географія
Село Сонячне знаходиться на березі річки Хухра, вище за течією примикає село Мойка (Богодухівський район), нижче за течією примикає село Бугрувате. На річці кілька загат. Відстань до Охтирки 16 км.

## Історія
Село відоме з кінця XIX століття як «Шляховська економія».
Наприкінці 1950-х років отримало назву селище Мирне. З 1964 року — перейменовано в село Сонячне.
У 1984 році отримало статус смт. У 1991 році селище міського типу Сонячне отримало статус села.
12 червня 2020 року, відповідно до розпорядження Кабінету Міністрів України № 723-р «Про визначення адміністративних центрів та затвердження територій територіальних громад Сумської області», село увійшло до складу Черниччинської сільської громади.
19 липня 2020 року, в результаті адміністративно-територіальної реформи та ліквідації Охтирського району(1923-2020), село увійшло до складу новоутвореного Охтирського району.

## Відомі люди
Попов Іван — український військовик, учасник російсько-української війни.